# Jean-Louis Rassinfosse

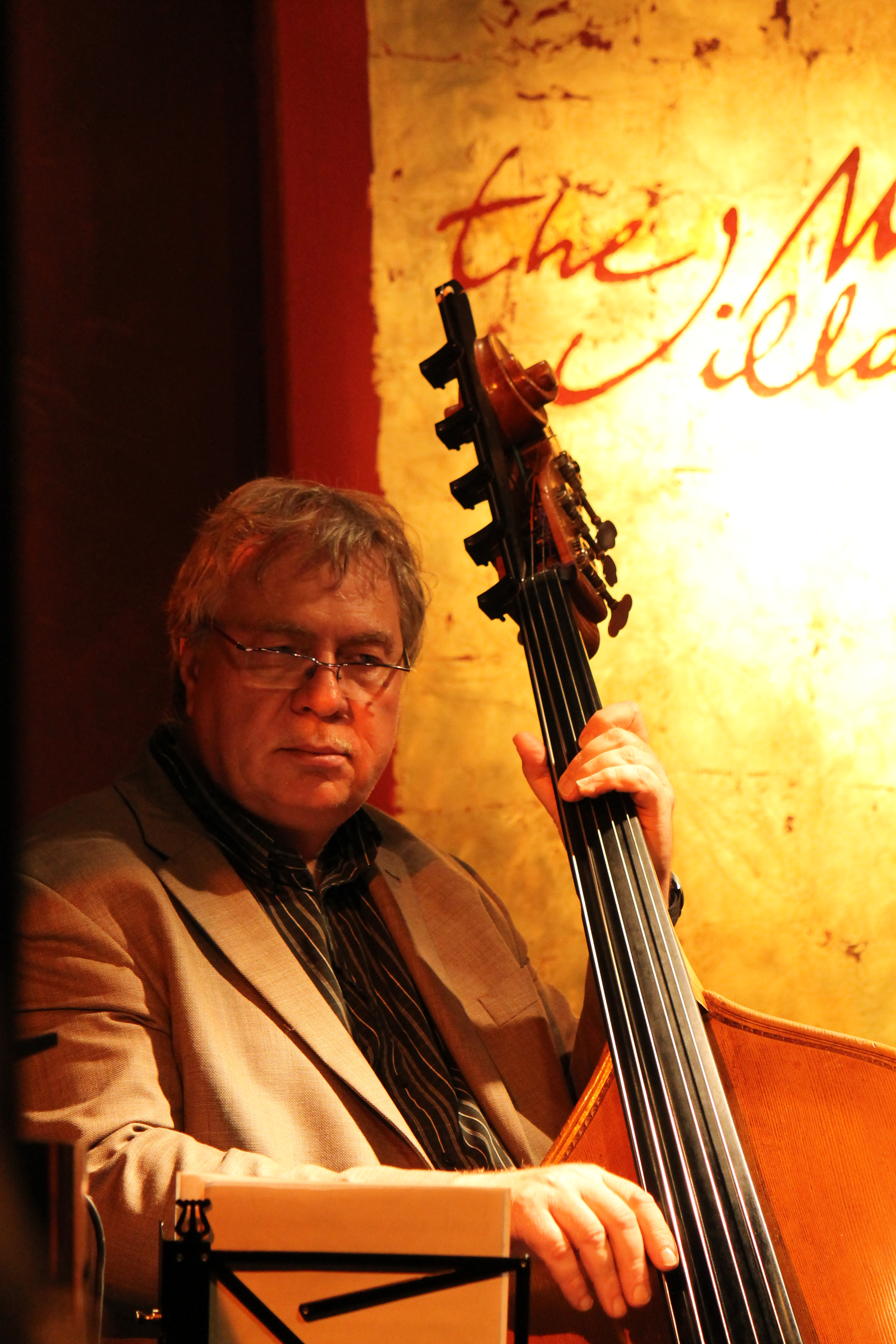
Jean-Louis Rassinfosse (2011)

Jean-Louis Rassinfosse beim Jazzfestival Aarau, 1981

Jean-Louis Rassinfosse (* 9. Januar 1952 in Brüssel) ist ein belgischer Kontrabassist des Modern Jazz. Er „gilt als der große Lyriker der europäischen Jazzszene“, der einen lebendigen Walking Bass spielt.

## Leben und Wirken
Rassinfosse wuchs in seiner Heimatstadt auf. Er spielte mit wichtigen belgischen Jazzmusikern wie Toots Thielemans, Jacques Pelzer, Fats Sadi, Philip Catherine, Michel Herr oder Steve Houben. International bekannt wurde er in der zweiten Hälfte der 1970er Jahre als Begleiter von Chet Baker, mit dem er zehn Jahre lang auf Tournee war und sechs Alben einspielte. Auch wirkte er in den Bands von Michel Petrucciani, Joe Henderson, Pepper Adams und Archie Shepp. In Deutschland tritt er vor allem in unterschiedlichen Konstellationen mit Klaus Ignatzek auf, mit dem er seit 1988 mehr als zwanzig Alben aufgenommen hat. Daneben war er auch mit Philly Joe Jones, Tete Montoliu, Michal Urbaniak, Horace Parlan, Anca Parghel, Marcia Maria, Clifford Jordan, John Ruocco, Bill Ramsey, Barbara Wiernik und dem Trio L'Âme des poètes zu hören.
Als Dozent war er seit 1980 am Konservatorium von Lüttich tätig; derzeit lehrt er am Brüsseler Konservatorium.

## Diskographische Hinweise
- Jean-Louis Rassinfosse, Fabrice Alleman, Jean-Philippe Collard-Neven & Xavier Desandre Navarre Braining Storm (Fuga Libera 2010)
- Second Move (mit Jean-Philippe Collard-Neven, 2008)
- Reflections (mit Claudio Roditi und Klaus Ignatzek, 2005)
- Crossworlds (mit Claudio Roditi, Gustavo Bergalli, Klaus Ignatzek, Pierre Vaiana, Fabien Degryse, Bruno Castellucci, 2001)
- L’Âme des poètes (mit Pierre Vaiana und Pierre Van Dormael, 1992)
- Strollin’ (mit Chet Baker, Philip Catherine, 1985)
- Chet Baker: Blue Room: The 1979 VARA Studio Sessions in Holland (ed. 2023)